# Iclaprim
Az Iclaprim (kódnevén AR-100 ill. RO-48-2622) a dihidrofolát-reduktáz enzimet gátló gyógyszer. Antibiotikum-rezisztens baktériumok okozta komplikált bőr- és lágyszöveti fertőzések kezelésére fejlesztették ki, melyeket sok esetben a meticillin-rezisztens Staphylococcus aureus baktériumtörzsek okoznak (MRSA).
III. fázisbeli klinikai kísérletekben intravénásan adva ugyanolyan hatékony, de jobban tolerált szer, mint a linezolid.
Szerkezetileg a trimetoprimre hasonlít. 

## Sztereokémia
Az Iclaprim egy sztereocentrumot tartalmaz, és két enantiomerből áll. Ez egy racemát, vagyis az (R) és az (S) forma 1: 1 arányú keveréke:
| Az iclaprim enantiomerjei | Az iclaprim enantiomerjei |
| ------------------------- | ------------------------- |
| CAS-szám: 1208116-65-7    | CAS-szám: 1208116-66-8    |

## Fordítás
Ez a szócikk részben vagy egészben  az   Iclaprim című angol Wikipédia-szócikk fordításán alapul.  Az eredeti cikk szerkesztőit annak laptörténete sorolja fel. Ez a jelzés csupán a megfogalmazás eredetét és a szerzői jogokat jelzi, nem szolgál a cikkben szereplő információk forrásmegjelöléseként.